# Beni Bahdel
Beni Bahdel (în arabă بنى بھدل) este o comună din provincia Tlemcen, Algeria.
Populația comunei este de 2.801 locuitori (2008).